# Biatorella fossarum
Biatorella fossarum är en lavart som först beskrevs av Dufour och Fr., och fick sitt nu gällande namn av Theodor 'Thore' Magnus Fries. Biatorella fossarum ingår i släktet Biatorella, och familjen Biatorellaceae. Enligt den finländska rödlistan är arten starkt hotad i Finland. Arten är reproducerande i Sverige. Artens livsmiljö är kalkstensklippor och kalkbrott, inklusive bar kalkjord.